# Cristina Gallego
Cristina Gallego (Bogotá, 1978) es una directora y productora de cine y televisión colombiana. Es más conocida  por ser productora de películas como El abrazo de la serpiente (2015) y Los viajes del viento (2009), ambas dirigidas por su exesposo Ciro Guerra, con quien compartió crédito de directora en Pájaros de verano, y fundó la compañía productora Ciudad Lunar Producciones en 1998.

## Vida privada
Cristina nació en Bogotá, en 1978 en una familia de clase trabajadora. Sus padres son de origen campesino que emigraron a la ciudad en busca de oportunidades para estudiar y donde construyeron una familia en la cual ella es la menor de diez hermanos. Mientras estudiaba el tercer semestre de la carrera de Cine y Televisión en la Universidad Nacional de Colombia conoció a Ciro Guerra quien se convertiría en su esposo y con quien tendría a sus hijos: Emiliano y Jerónimo.

## Educación y carrera profesional
En el año 1999, Cristina Gallego se graduó del Politécnico Grancolombiano donde estudió del programa Publicidad y Mercadeo, y posteriormente se graduó en el año 2003 de la Universidad Nacional de Colombia donde estudió el programa de Cine y Televisión. Desde su graduación de la Universidad Nacional en 2003 hasta el año 2007 trabajo como productora de televisión educativa y cultural en la misma institución en el proyecto "Canal Universitario Va". En el ambiente académico también se ha desempeñado como docente en la Universidad del Magdalena en el programa de Producción y Mercadeo entre los años 2008 y 2011.
En 1998 fundó la compañía productora de cine "Ciudad Lunar Producciones" junto a su exesposo, el director de cine Ciro Guerra. A través de esta compañía han desarrollado la mayoría de sus productos más reconocidos.

## Filmografía
| Año         | Película                   | Rol                                         | Crítica             | Premios                                                                   |
| ----------- | -------------------------- | ------------------------------------------- | ------------------- | ------------------------------------------------------------------------- |
| 2018        | Pájaros de verano          | - Dirección - Productor                     |                     |                                                                           |
| 2015        | El abrazo de la serpiente  | - Productor - Productor ejecutivo - Montaje | 98% Rotten Tomatoes | Premios Óscar: Nominada Mejor película de habla no inglesa                |
| 2013        | Edificio Royal             | - Productor - Productor ejecutivo           | N/D                 |                                                                           |
| 2009        | Los viajes del viento      | - Productor                                 | N/D                 |                                                                           |
| 2004        | La sombra del caminante    | - Productor                                 | N/D                 |                                                                           |
| 2015        | El viaje del acordeón      | - Productor                                 | N/D                 | Festival Internacional de Cine de Cartagena de Indias: Premio del público |
| 2004        | Sumas y restas             | - Asistente de producción                   | N/D                 | Festival Internacional de Cine de Cartagena de Indias: Mejor película     |
| 2003 - 2006 | Anillo visual (Televisión) | - Productora general                        |                     |                                                                           |
| 2003 - 2006 | Ágora (Televisión)         | - Productora general                        |                     |                                                                           |
| 2003 - 2006 | Palenque (Televisión)      | - Productora general                        |                     |                                                                           |